# Utopia Rupēs
Utopia Rupēs és una formació geològica de tipus rupes a la superfície de Mart, localitzada amb el sistema de coordenades planetocèntriques a 63.12 ° latitud N i 104.78 ° longitud E, que fa 2.492,68 km de diàmetre. El nom va ser aprovat per la UAI l'any 2003 i fa referència a una característica d'albedo localitzada a 55 ° latitud N i 260 ° longitud O. El nom va ser canviat d'Utopia Rupes a Utopia Rupēs el 27 d'agost de 2013.